# Communauté de communes de la Moyenne Moselle
Die Communauté de communes de la Moyenne Moselle ist ein ehemaliger französischer Gemeindeverband mit der Rechtsform einer Communauté de communes im Département Vosges in der Region Lothringen. Der Gemeindeverband wurde am 31. Dezember 1999 gegründet und umfasste 31 Gemeinden. Der Verwaltungssitz befand sich in der Stadt Charmes.
Am 1. Januar 2013 verlor der Kommunalverband die Gemeinden Badménil-aux-Bois, Bayecourt, Châtel-sur-Moselle, Domèvre-sur-Durbion, Igney, Pallegney, Vaxoncourt und Zincourt an die neu ausgerichtete Communauté d’agglomération d’Épinal. Weitere 14 selbständige Gemeinden schlossen sich dem Verband an. Mit Wirkung vom 1. Januar 2017 wurde der Gemeindeverband aufgelöst und die Mitgliedsgemeinden auf die Communauté d’agglomération d’Épinal und die Communauté de communes de Mirecourt Dompaire aufgeteilt.

## Ehemalige Mitgliedsgemeinden
1. Avillers
2. Avrainville
3. Battexey
4. Bettoncourt
5. Bouxurulles
6. Brantigny
7. Chamagne
8. Charmes
9. Damas-aux-Bois
10. Essegney
11. Évaux-et-Ménil
12. Florémont
13. Gircourt-lès-Viéville
14. Hadigny-les-Verrières
15. Haillainville
16. Hergugney
17. Langley
18. Marainville-sur-Madon
19. Moriville
20. Pont-sur-Madon
21. Portieux
22. Rapey
23. Rehaincourt
24. Rugney
25. Savigny
26. Socourt
27. Ubexy
28. Varmonzey
29. Vincey
30. Vomécourt-sur-Madon
31. Xaronval